# Evelyn Keyes
Pour les articles homonymes, voir Keyes.
Evelyn Keyes, née le 20 novembre 1916 à Port Arthur (Texas) et morte le 4 juillet 2008 à Montecito (Californie) est une actrice américaine.

## Biographie

### Jeunesse, formation et débuts
Evelyn Louise Keyes nait à Port Arthur, au Texas. Elle a un frère et trois sœurs. Son père meurt alors qu'elle n'a que deux ans : la famille s'installe alors à Atlanta, en Géorgie.
Durant sa jeunesse, elle étudie le chant, le piano et la danse dans l'espoir de devenir ballerine. Elle débute rapidement comme choriste et, à l'âge de 20 ans, s'installe à Los Angeles. Elle rencontre le réalisateur Cecil B. DeMille qui lui offre son premier petit rôle, dans Les Flibustiers (1938).

### Carrière

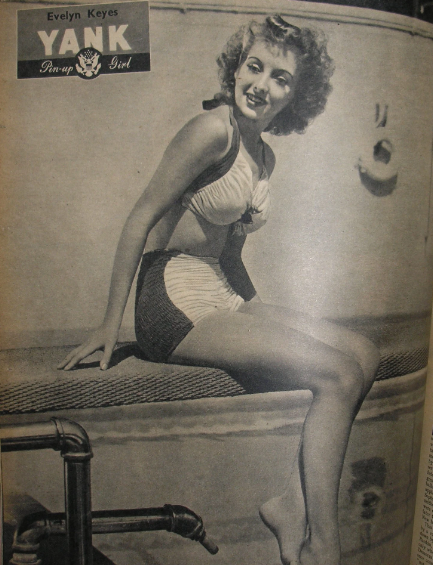
Photographie d'Evelyn Keyes en tant que pin-up dans le magazine Yank (1944).

En 1938, David O. Selznick choisit Evelyn Keyes pour interpréter le personnage de Suellen O'Hara, sœur de Scarlett O'Hara, dans le film Autant en emporte le vent. Elle signe alors un contrat avec Columbia Pictures et ne tarde pas à obtenir le statut de pin-up, tournant dans de nombreux films.
Elle s'illustre surtout dans d'excellents films noirs, comme The Killer That Stalked New York (1950), Coup de feu au matin (1953), L'Affaire de la 99e rue (en) (99 River Street, 1953), Les Bas-fonds d'Hawaï (1954) et surtout Le Rôdeur (1951), probablement son meilleur rôle ; en alternance avec des rôles plus secondaires dans des productions de prestige. 
Sa carrière s'essouffle à la fin des années 1950. Elle fait encore des apparitions ponctuelles dans les séries télévisées La croisière s'amuse (1977) et Arabesque (1984). Elle s'essaie alors à l'écriture. Elle signe ses mémoires ainsi qu'un roman inspiré de sa vie à Hollywood.

### Mort
Evelyn Keyes meurt à l'âge de 91 ans, des suites d'un cancer, à Montecito en Californie.

### Vie privée
Evelyn Keyes défraie régulièrement la chronique, en particulier à cause de ses mariages successifs.
Avant de rejoindre le tournage du film Autant en emporte le vent, Evelyn épouse l'homme d'affaires Barton Bainbridge. L'union ne dure que quelques mois, car l'actrice entame une liaison avec le réalisateur Charles Vidor qui la dirigera dans trois films. Le couple se marie en 1943. Elle divorce deux ans plus tard, mettant en cause l'infidélité de Charles Vidor. En 1946, elle épouse le réalisateur John Huston. Le couple fait régulièrement la une des tabloïds jusqu'à son divorce, quatre ans plus tard en 1950. Dans son autobiographie, John Huston déclarera que leur mariage a pris fin car l'actrice refusait de fonder une famille.
Elle partage ensuite la vie du producteur Michael Todd pendant trois ans (1953-1956), lors de la préparation du film Le Tour du monde en 80 jours. Au cours du tournage, Todd tombe amoureux d'Elizabeth Taylor, qu'il finit par épouser.
En 1957, elle épouse le musicien Artie Shaw. Séparé au cours des années 1970, le couple divorce en 1985.
Parlant couramment espagnol et français, Evelyn Keyes a régulièrement vécu à l'étranger, notamment en France, en Angleterre et au Mexique.

## Filmographie

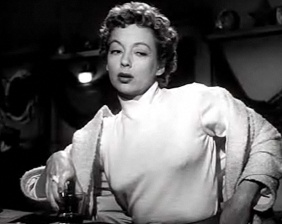
Evelyn Keyes Dans L'Affaire de la 99e rue (1953).

- 1938 : Les Flibustiers (The Buccaneer) de Cecil B. DeMille : Madeleine
- 1938 : Dangerous to Know de Robert Florey
- 1938 : Les Hommes volants (Men with Wings) de William A. Wellman : infirmière
- 1938 : Sons of the Legion (en) de James Patrick Hogan : Linda Lee
- 1938 : Artists and Models Abroad (en) de Mitchell Leisen
- 1939 : Paris Honeymoon de Frank Tuttle : Village Girl
- 1939 : Sudden Money (en) de Nick Grinde : Mary Patterson
- 1939 : Pacific Express (Union Pacific) de Cecil B. DeMille : Mme Calvin
- 1939 : Autant en emporte le vent (Gone with the Wind) de Victor Fleming : Suellen O'Hara
- 1940 : Le Poignard mystérieux (Slightly Honorable), de Tay Garnett : Miss Vlissingen
- 1940 : The Lady in Question de Charles Vidor : Francois Morestan
- 1940 : Before I Hang de Nick Grinde : Martha Garth
- 1940 : Beyond the Sacramento (en) de Lambert Hillyer : Lynn Perry
- 1941 : Le Visage derrière le masque (The Face Behind the Mask) de Robert Florey : Helen Williams
- 1941 : Le Défunt récalcitrant (Here Comes M.. Jordan) d'Alexander Hall : Bette Logan
- 1941 : Ladies in Retirement de Charles Vidor : Lucy
- 1942 : The Adventures of Martin Eden (en) de Sidney Salkow : Ruth Morley
- 1942 : Flight Lieutenant (en) de Sidney Salkow : Susie Thompson
- 1943 : Les Desperados (The Desperadoes) Charles Vidor : Allison McLeod
- 1943 : Dangerous Blondes de Leigh Jason : Jane Craig
- 1943 : There's Something About a Soldier (en) de Dave Fleischer : Carol Harkness
- 1944 : Crime au pensionnat (Nine Girls) de Leigh Jason : Mary O'Ryan
- 1944 : Strange Affair (en) d'Alfred E. Green : Jacqueline Harrison
- 1945 : Aladin et la lampe merveilleuse (A Thousand and One Nights) d'Alfred E. Green : The Genie
- 1946 : Les Indomptés (Renegades) de George Sherman : Hannah Brockway
- 1946 : Rio, rythme d'amour (en) (The Thrill of Brazil) de S. Sylvan Simon : Vicki Dean
- 1946 : Le Roman d'Al Jolson (The Jolson Story) d'Alfred E. Green : Julie Benson
- 1947 : L'Heure du crime (Johnny O'Clock) de Robert Rossen : Nancy Hobson
- 1948 : Une femme sans amour (The Mating of Millie) de Henry Levin : Millie McGonigle
- 1948 : Vous qui avez vingt ans (Enchantment) d'Irving Reis : Grizel Dane
- 1949 : Cinq Millions dans une poubelle (Mr. Soft Touch) de Gordon Douglas et Henry Levin : Jenny Jones
- 1949 : Mrs. Mike (en) de Louis King : Kathy O'Fallon Flannigan
- 1950 : The Killer That Stalked New York d'Earl McEvoy : Sheila Bennet
- 1951 : Les Pirates de Macao (en) (Smuggler's Island) d'Edward Ludwig : Vivian Craig
- 1951 : Le Rôdeur (The Prowler) de Joseph Losey : Susan Gilvray
- 1951 : Iron Man de Joseph Pevney : Rose Warren
- 1952 : One Big Affair (en) de Peter Godfrey : Jean Harper
- 1953 : C'est arrivé à Paris de Henri Lavorel et John Berry : Patricia Moran
- 1953 : Coup de feu au matin (Rough Shoot) de Robert Parrish : Cecily Paine
- 1953 : L'Affaire de la 99e rue (en) (99 River Street) de Phil Karlson : Linda James
- 1954 : Les Bas-fonds d'Hawaï (Hell's Half Acre), de John H. Auer : Donna Williams
- 1955 : Top of the World de Lewis R. Foster : Virgie Rayne (Mrs. Gannon)
- 1955 : Sept Ans de réflexion (The Seven Year Itch) de Billy Wilder : Helen Sherman
- 1956 : Le Tour du monde en 80 jours (Around the World in Eighty Days) de Michael Anderson : la dragueuse à Paris
- 1987 : Les Enfants de Salem (A Return to Salem's Lot) de Larry Cohen : Mme Axel
- 1989 : Ma belle-mère est une sorcière (Wicked Stepmother) de Larry Cohen : Witch Instructor